# Kanton Saint-Leu-1
Kanton Saint-Leu-1 (francouzsky Canton de Saint-Leu-1) byl francouzský kanton v departementu Réunion v regionu Réunion. Tvořila ho pouze část města Saint-Leu. Zrušen byl při reformě francouzských kantonů v roce 2014.